# 組織犯罪対策課八神瑛子シリーズ
『組織対策課 八神瑛子』（そしきたいさくか やがみえいこ）シリーズは、深町秋生による日本の推理小説のシリーズ。
著者初となるシリーズ作品。2014年現在、シリーズ累計発行部数は34万部を突破している。

## 主な登場人物
八神瑛子
警視庁上野署組織犯罪対策課に勤務する警部補で係長だが、裏で主だった署員に金を貸し協力者に仕立て、外部にも情報提供者を数多く抱えており、署内では敏腕・剛腕で通っているため警戒されており、署長が古巣の公安の刑事を使って動向を探偵させてもいる。過去に雑誌記者だった夫を亡くし、娘を流産しており、また夫の死亡に関して、訴えも届かず自殺で処理された。そのため警察組織に残りながらも警察組織を恨んでいる。

## シリーズ一覧
- アウトバーン 組織犯罪対策課 八神瑛子（2011年7月 幻冬舎文庫）ISBN 978-4344417069
- アウトクラッシュ 組織犯罪対策課 八神瑛子II（2012年3月 幻冬舎文庫）ISBN 978-4344418349
- アウトサイダー 組織犯罪対策課 八神瑛子III（2013年6月 幻冬舎文庫）ISBN 978-4344420441
- インジョーカー 組織犯罪対策課 八神瑛子（2018年7月 幻冬舎）ISBN 978-4344430105

## テレビドラマ
シリーズ第1作の「アウトバーン」がテレビドラマ化され、『アウトバーン マル暴の女刑事・八神瑛子』のタイトルで2014年8月9日にフジテレビ系の「土曜プレミアム」枠で放送。主演は米倉涼子。
劇中で米倉はドレスやミニスカート、チャイナドレスなどあらゆるファッションを着こなし、場面ごとに性格や行動も七変化する“世界一ファッショナブルで世界一アウトサイダーな女刑事”を演じている。また、数行ではあるが中国語のシーンにも挑戦した。共同テレビの栗原美和子プロデューサーは米倉の起用について、「刑事ドラマが溢れかえる中でも、彼女が主演する刑事ドラマこそが視聴者に求められている。」と米倉ありきの企画であったと述べている。

### キャスト

#### 警視庁上野中央警察署
- 八神 瑛子（組織犯罪対策課捜査官） - 米倉涼子[5]
- 富永 昌弘（署長） - 渡部篤郎
- 井沢 悟（八神の部下） - 青柳翔

#### 警視庁刑事部捜査第一課
- 能代 京子（刑事部部長） - 戸田恵子
- 川上 修平（警部補・瑛子の大学時代の先輩） - 寺島進
- 沢木 哲男（管理官） - 西村雅彦

#### 印旛会系千波組
- 千波 章吾（組長） - 西田敏行
- 甲斐 道明（瑛子の情報屋・幹部） - 斎藤工[7]

#### その他
- 劉 英麗（中国人マフィアボス） - 岩下志麻（特別出演）[8]
- 落合 里美（元プロレスラー・三春酒店アルバイト店員） - 山崎静代（南海キャンディーズ）[9][10]
- 田辺 寛（警視庁公安部外事課捜査官） - 宮川一朗太

#### 第1作
- 戸塚 譲治（千波組若頭補佐） - 陣内孝則（特別出演）
- 郭 在輝（中国人マフィアボス） - 鶴田忍
- 長尾 進（ヘアスタイリスト） - 松川貴弘
- 岩崎（飲食店経営者） - 宮地大介
- 野村 浩太（資産家の息子） - 塩野瑛久
- 村木 祐輔（警視庁捜査官） - 國本鍾建
- 千波 香澄（千波の娘） - 高田里穂
- 蘭蘭（中国人ホステス） - 山谷花純
- 小宮 奈緒（モデル） - 入谷麻衣
- 鈴鈴（中国人ホステス） - 赤池紗也加[11]
- 林娜（中国人ホステス） - 坂口佳澄
- その他 - 小柳心、仁藤みさき、三笑亭夢吉、鈴木芳彦

### スタッフ
- 原作 - 深町秋生「アウトバーン〜組織犯罪対策課・八神瑛子〜」（幻冬舎文庫）
- 脚本 - 龍居由佳里
- 音楽 - 得田真裕
- 演出 - 西浦正記
- 演出補 - 池辺安智
- 警察アドバイザー - 倉科孝靖
- スタントコーディネート - 釼持誠
- 中国語指導 - アイウェイ
- 京都弁指導 - 椿弓里奈
- 編成企画 - 清水一幸、太田大
- 企画協力 - 立松嗣章
- プロデュース - 栗原美和子、高丸雅隆
- プロデュース補 - 上久保友貴
- 制作 - フジテレビ
- 制作著作 - 共同テレビ

### 放送日程
| 話数 | 放送日  | サブタイトル | 脚本       | 演出     |
| ---- | ------- | --- | ---------- | -------- |
| 1    | 8月09日 | 米倉涼子主演最新作大人気ミステリー小説ドラマ化! 連続殺人犯VS手段選ばない美しき一匹狼! 裏には哀しき過去…驚愕の黒幕は | 龍居由佳里 | 西浦正紀 |